# Sesia
Sesia – rzeka w północno-zachodnich Włoszech, lewy dopływ Padu. Źródła rzeki biorą się z lodowców Ghiacciaio della Sesia, Ghiacciaio di Bors i Ghiacciaio delle Piode w masywie Monte Rosa w Alpach Pennińskich. Przepływa przez dolinę Valsesia i m.in. miasta Varallo, Quarona, Borgosesia oraz Vercelli. Sesia uchodzi do rzeki Pad nieopodal miejscowości Casale Monferrato.
Sesia jest popularnym miejscem do kajakarstwa, w 2001 roku rozgrywały się tu mistrzostwa Europy, a w 2002 roku mistrzostwa świata.